# Agonopterix iliensis
Agonopterix iliensis is een vlinder uit de familie grasmineermotten (Elachistidae). De wetenschappelijke naam is voor het eerst geldig gepubliceerd in 1936 door Rebel.
De soort komt voor in Europa.